# Cisticola textrix
El cistícola pinc-pinc (Cisticola textrix) es una especie de ave paseriforme de la familia Cisticolidae propia del África austral.

## Distribución y hábitat
Se encuentra en Angola, Lesoto, Mozambique, este de Sudáfrica, Suazilandia y Zambia. Su hábitat son los herbazales secos y las zonas de matorral.